# パイサンドゥー
パイサンドゥー（Paysandú）とはサルトに次ぐウルグアイ第三の都市であり、人口は97,000人である。パイサンドゥー県の県都である。ウルグアイ川に面しており、アルゼンチンと国境を接する。ヘネラル・アルティーガス橋でアルゼンチンのコロンと結ばれている。

## 歴史
ウルグアイ軍を率いたレアンドロ・ゴメス将軍は1864年から1865年までブラジル軍の侵攻からこの街を守った。
パイサンドゥーはウルグアイの他の都市よりもコスモポリタンであり、イタリア、スイス、ポーランド、ドイツ、ロシア、ウクライナ、ベルギー、アフリカ諸国からの多くの移民がいる。これは脚本家のハワード・ボーンが作品の'For All These Times, For All These Times'で描いたように緩やかな移民政策と、1800年代に約束された富のためである。

## 著名な出身者
- レイナルド・ガルガーノ - 2005年から2008年までの外相
- マキシ・ゴメス - サッカー選手
- ワルテル・ガルガノ - サッカー選手
- ニコラス・ロデイロ - サッカー選手
- マルセロ・サラッキ - サッカー選手
- ホルヘ・ララニャガ - 2005年のブランコ党の大統領候補者
- セバスティアン・キンタナ - カタールのサッカー選手
- ミルトン・ウィナンツ - 自転車競技選手

## 姉妹都市
- スペイン、エィン
- アメリカ合衆国、マスカティーヌ